# Manuel Guedes Leite de Gouveia Tovar
Manuel Guedes Leite de Gouveia e Tovar (29 de Março de 1835 - Funchal, 26 de Fevereiro de 1893), 1.º Visconde da Régua, foi um empresário agrícola e comercial e político português.

## Família
Filho de José Guedes Leite de Figueiredo, Capitão-Mor do Peso da Régua e ali Proprietário, e de sua mulher Maria Leonarda de Gouveia Tovar e Melo.

## Biografia
Bacharel formado em Direito pela Faculdade de Direito da Universidade de Coimbra, foi Conservador do Registo Predial no Peso da Régua, Administrador do Concelho do Peso da Régua, Proprietário e Capitalista.
O título de 1.º Visconde da Régua foi-lhe concedido por Decreto de D. Luís I de Portugal de 1 de Setembro de 1887. Armas: escudo esquartelado, no 1.º Pereira, no 2.º Pinto, no 3.º Cardoso e no 4.º Veloso; timbre: Pereira; Coroa de Visconde; diferença: uma brica de ouro com um trifólio de negro (concedidas a seu ascendente José Pinto Veloso de Bouro Pereira, Cavaleiro da Ordem de Cristo, por Carta de Sucessão de 27 de Novembro de 1728).

## Casamento
Casou a 18 de Setembro de 1884 com Maria Inês Gomes (? - 19 de Maio de 1904), viúva de Luís Carlos Pinto de Carvalho, filha de José João Gomes e de sua mulher Floriana de Jesus, sem geração.